# Thomas Graf
Thomas Graf (Viena, 28 de setembro de 1944) é um virologista e pesquisador do câncer austríaco.
Graf frequentou a escola em Caracas de 1951 a 1962 e estudou a partir de 1963 na Universidade de Munique e na Universidade de Tübingen, onde obteve em 1969 um doutorado. De 1969 a 1971 fez um pós-doutorado no Instituto Max Planck de Biologia do Desenvolvimento em Tübingen. Foi a partir de 1973 professor assistente e a partir de 1975 professor associado em Tübingen e a partir de 1978 professor de virologia no Centro de Pesquisa do Câncer da Alemanha em Heidelberg. De 1983 a 1998 trabalhou no European Molecular Biology Laboratory (EMBL). É atualmente professor de Developmental and Molecular Biology no Albert Einstein College of Medicine em Nova Iorque e diretor do Programa de Diferenciação Celular e Câncer do Centre for Genomic Regulation (CRG) em Barcelona.
Recebeu o Preis der Deutschen Gesellschaft für Hygiene und Mikrobiologie de 1983, o Prêmio Paul Ehrlich e Ludwig Darmstaedter de 1989 e o Dr. Josef Steiner Krebsforschungspreis de 1988 (com Hartmut Beug, Mariano Barbacid). É membro da Academia Europaea.